# Reallifecomics
Reallifecomics ist ein Webcomic von Maelyn Dean. Er erscheint in englischer und manchmal auch in deutscher Sprache und existiert seit dem 15. November 1999. Der Comic handelt vom Leben der Autorin und wird dabei mit humoristischen und teilweise fiktiven Elementen versehen. Die Schwerpunkte liegen neben ganz alltäglichen Problemen auf Computerspielen, Fantasy und Science-Fiction. Außerdem werden aktuelle Filme und Computerspiele kommentiert, auch Hardwareneuerungen finden ihren Weg in den Comic. Der erste erschienene Strip handelt davon, wie Greg und seine Freunde aus Langeweile entscheiden, einen Webcomic, der auf ihrem Leben basiert, zu starten.
Der Webcomic pausierte in der Zeit vom 10. Dezember 2015 bis zum 10. September 2018. Seitdem wird der Comic wieder werktags aktualisiert.

## Charaktere
- Greg: Greg ist die Hauptperson des Comics und der Autorin nachempfunden. Er ist süchtig nach Pepsi und liebt Computerspiele (insbesondere MMORPGs und Final Fantasy). Außerdem hat er ein Faible für mittelalterliche Gegenstände. Daher hat er sich unter anderem ein Kettenhemd und eine Replikation des „Master Swords“ aus Zelda sowie das „Buster Sword“ aus Final Fantasy anfertigen lassen. Zu Beginn des Comics arbeitete er zeitweise in einem kleinen Flughafen. Später ist er mit seiner Frau Liz zusammengezogen und hat eine Ausbildung zum Koch gemacht. Inzwischen ist er nach Texas gezogen und widmet sein Leben offenbar dem Comiczeichnen und dem Aufenthalt in diversen ComicCons.

- Liz: Liz ist Greg’s Frau. Sie hat ihn über ein Onlineforum kennengelernt und ist im Verlauf der Story mit ihm zusammengezogen. Liz mag ebenfalls Computerspiele.

- Alan Extra: Alan ist der Statist von RealLife. Egal ob als Handyverkäufer oder Ansprechpartner auf der Straße, Alan ist stets vor Ort, wenn der Comic irgendeinen weiteren Akteur braucht. Meist ist er blond mit Schnauzbart, jedoch variiert seine Frisur sowie der Bart manchmal. Das Gesicht lässt sich jedoch in sehr vielen Comics erkennen. Auch wurde ihm eine lange Storyline gewidmet, in der er in den Streik tritt.

- Tony: Tony ist ein Freund von Greg. Er wird als „Evil Mastermind“ und Genie dargestellt, der angeblich mühelos die Weltherrschaft an sich reißen kann. Er hat sich aktuell eine Weltraumstation im Orbit der Erde aufgebaut, in der er sich vor der Regierung versteckt.

- Phil: Phil ist ein Computerguru und Hacker. Er zeichnet sich vor allem dadurch aus, dass er jedem Computer eine „echte“ Intelligenz verleiht. Außerdem ist er ein absolutes As im Feld der Shooter.
- Harper: Tochter von Liz und Greg, geboren 2011. Nach Aussage der Autorin der Grund für manchen ausgefallenen Strip.

## Rezeption
Der Webcomic gewann in der Kategorie Outstanding Reality Comic den Web Cartoonists' Choice Awards in den Jahren 2001, 2003, 2004 und 2005.
Im Jahr 2004 erschienen die ersten Seiten gesammelt als Buch Real Life: The Complete Year One Collection (ISBN 978-0-974696-62-1).